# 231 État 501 à 783
Les 231 État 501 à 783 sont des locomotives de vitesse de type Pacific, de l'Administration des chemins de fer de l'État.

## Genèse
Afin de faire face à l'augmentation de son trafic voyageur, le réseau de l'Administration des chemins de fer de l'État fit étudier en 1913 un modèle de Pacific inspiré des machines de la série 3501 à 3589 du PO construites en 1909. Le déclenchement des hostilités en 1914 retarda leur livraison qui ne sera en partie effectuée qu'après l'Armistice de 1918.

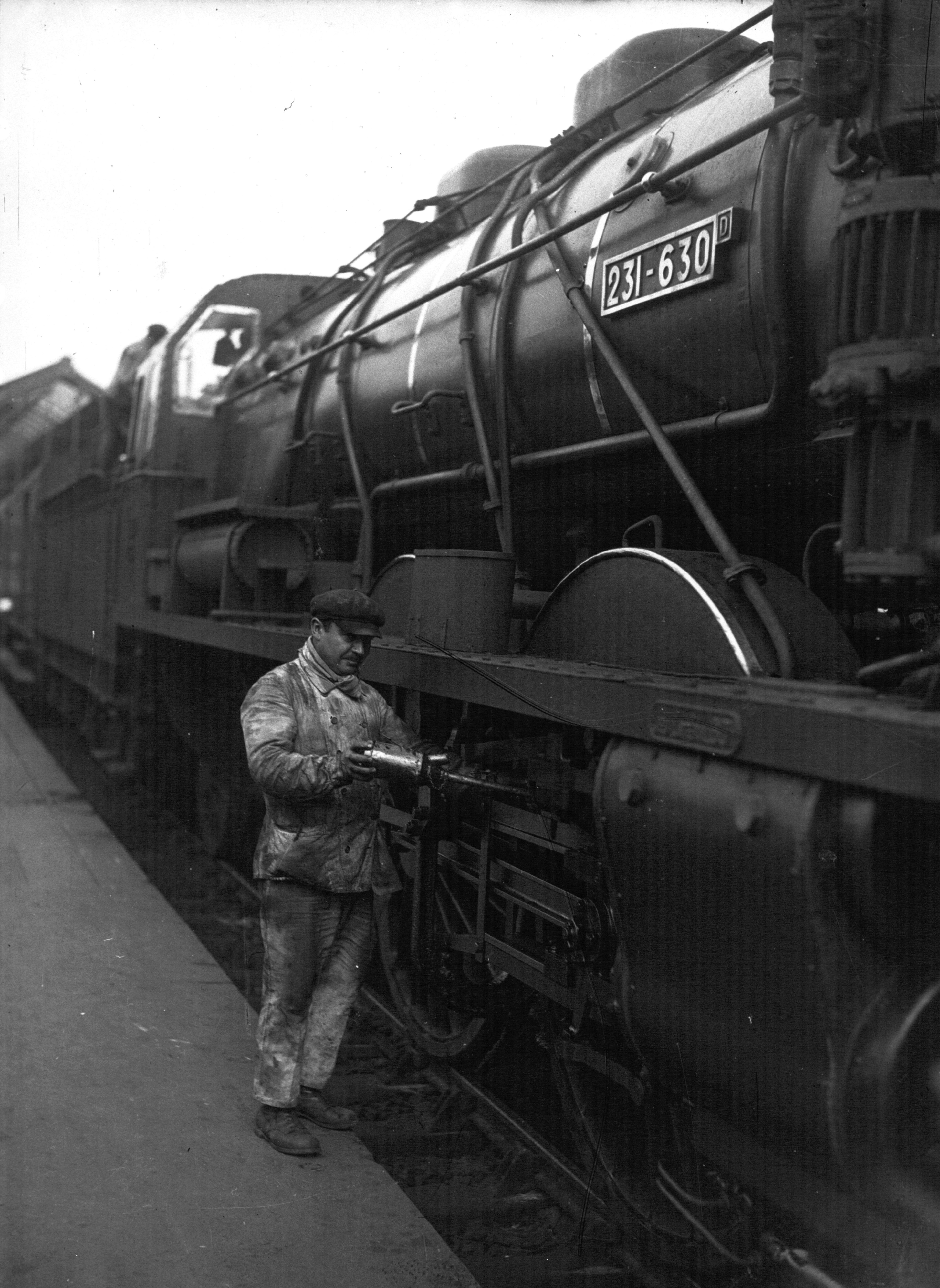
La locomotive 231-630 à Paris le 15/8/1935.

La série comprenait 283 unités et leur construction fit l'objet de plusieurs contrats passés à différentes entreprises :
- 231-501, société Fives-Lille en 1914[1] ;
- 231-502, société Fives-Lille en 1914. Locomotive emmenée en Allemagne en 1914 et restituée en 1919 mais attribuée aux Chemins de fer du Nord (3.1150) avant de revenir sur la région Ouest en 1947 ;
- 231-502 (deuxième Pacific portant le n°502) à 231-601, société Batignolles-Châtillon en 1922 ;
- 231-602 à 231-649, société Fives-Lille en 1921 ;
- 231-650 à 231-689, société North-British locomotive company limited en 1917[1] ;
- 231-690 à 231-739, société Schneider en 1921 ;
- 231-740 à 231-779, société Batignolles-Châtillon en 1922 ;
- 231-780, ex 231-503 de 1914, finalement construite par société Fives-Lille en 1921 ;
- 231-781, ex 231-505 de 1914, finalement construite par société Fives-Lille en 1921 ;
- 231-782, ex 231-506, société Fives-Lille en 1914. Locomotive emmenée en Allemagne en 1914, restituée en 1918 et achevée en 1923 ;
- 231-783, ex 231-504, société Fives-Lille en 1914. Locomotive emmenée en Allemagne en 1914, restituée en 1918 et achevée en 1925.

Les machines 231-501, 231-780 à 231-784 font partie de la première commande de 20 machines passée à la firme Fives-Lille. Seules 6 machines furent construites en 1914, avant l'occupation de l'usine par l'armée allemande lors de la Première Guerre mondiale. La 231-501 sera la seule locomotive livrée à l'Administration des chemins de fer de l'État. Les autres machines, non terminées, seront réquisitionnées et emmenées en Allemagne. Ces dernières seront retrouvées après l'armistice de 1918, achevées et immatriculées à la suite de la série.
Cette série qui fut construite en différentes étapes entre 1914 et 1922, a donné naissance à plusieurs autres séries de machines identiques appelées « Pacific TP », et qui furent livrées à la Compagnie des chemins de fer de l'Est, au Réseau ferroviaire d'Alsace-Lorraine, ainsi qu'à la Compagnie du chemin de fer de Paris à Orléans.

## Description

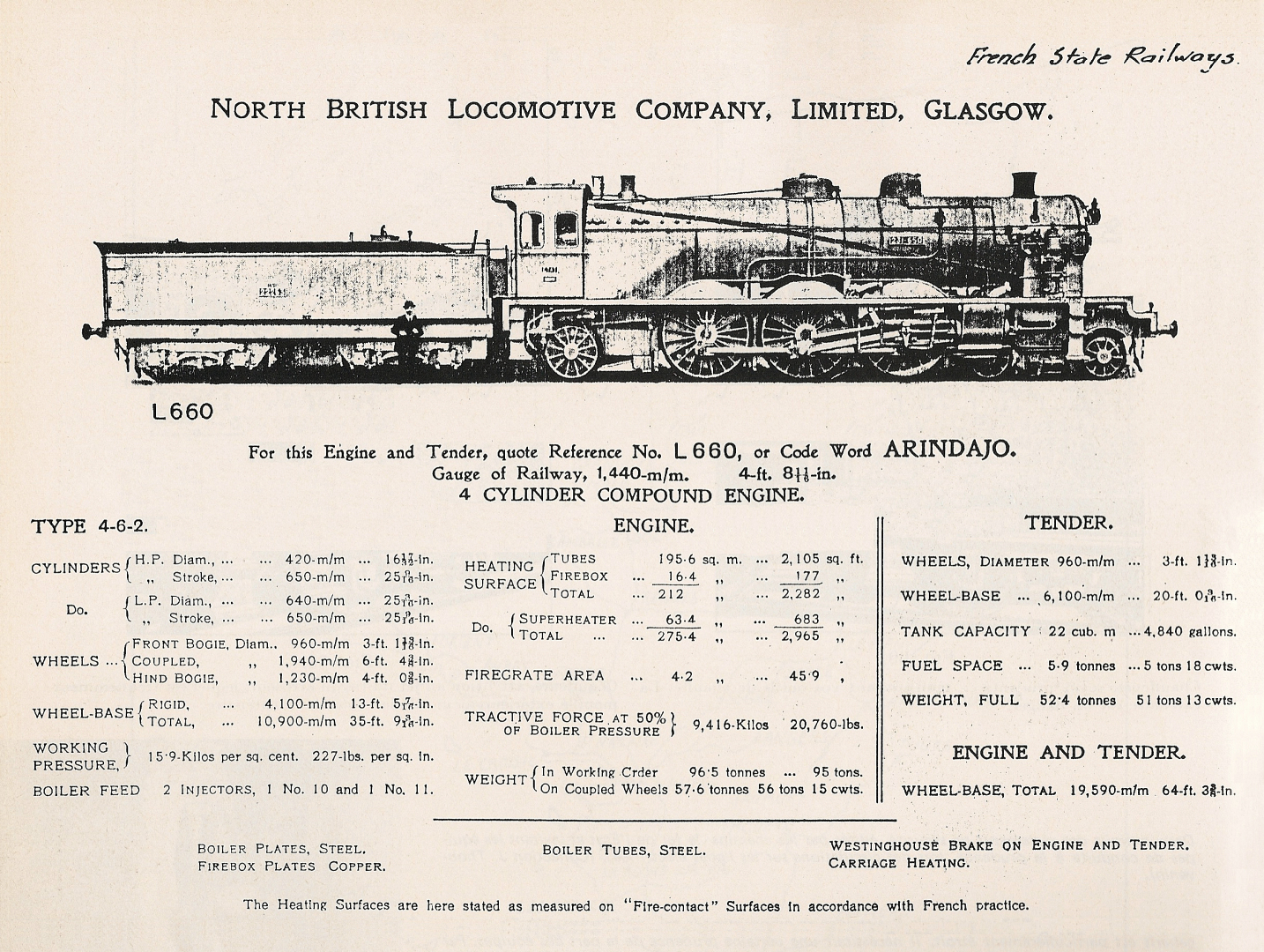
Publicité du constructeur North-British Locomotive Company représentant une Pacific État.

La chaudière d'un diamètre interne de 1,68 m était équipée d'un foyer de type « Crampton » à ciel plat et d'une boîte à feu semi-débordante à grille trapézoïdale, l'échappement était de type à trèfle à trois jets. Elles disposaient d'un moteur compound à quatre cylindres décroisés de type « Du Bousquet De Glehn », avec une distribution du type « Walschaerts » à tiroirs cylindriques sur la haute pression, et tiroirs plans sur la basse pression. Le bogie était à longerons intérieurs de type « Ouest ». Le bissel était également de type « Ouest », à suspension conjuguée avec le dernier essieu moteur par l'intermédiaire de balanciers.
Les 231 D et 231 G étaient accouplées à des tenders équipés d'un système de prise d'eau en marche, qui fonctionnait par écopage dans une rigole métallique placée entre les rails sur une longueur d'environ 400 m. De telles installations existèrent jusqu'au retrait des dernières Pacific à Arnières sur la ligne de Paris à Cherbourg, et Léry-Poses sur la ligne de Paris au Havre.

### Transformations
- 135 unités seront transformées entre 1933 et 1949, par montage d'une distribution de type « Dabeg[1] » sur les cylindres basse pression. Elles seront immatriculées 231 D[1].
- 31 unités seront transformées, une en 1932, les autres en 1936[1], par montage d'une distribution de type « Lenz-Dabeg » sur les cylindres basse pression et haute pression dite "Double Dabeg" (DD). Elles seront immatriculées 231 DD[1].
- 23 unités seront transformées à partir 1933, par montage de tiroirs Willoteaux[1] sur les cylindres basse pression. Elles seront immatriculées 231 W[1].
- 92 machines seront transformées entre 1937 et 1949 par modification de l'échappement avec l'installation d'une boîte à fumée rallongée, ainsi que l'amélioration du circuit de vapeur. ces locomotives dites « améliorées » seront immatriculées 231 H
- 6 machines seront équipées d'une distribution de type « Renaud » et immatriculées 231 R.
- 24 machines restées au type d'origine, simplement équipées d'un réchauffeur d'eau ACFI et de petits écrans pare-fumée. Elles seront immatriculées 231 C.

Les 231 D, DD et W furent également équipées d'une seconde sablière.
Après la création de la SNCF, la transformation des Pacific État en types 231 D et 231 H se poursuivit. Ces machines bénéficièrent en outre de quelques améliorations modernisant sensiblement leur aspect comme une porte de boîte à fumée type « Nord », le remplacement des soupapes « Lethuillier-Pinel » par des types « Coale » unifiées SNCF, d'une turbodynamo, ou du prolongement de la toiture de l'abri sur l'arrière. Elles furent également munies d'un réservoir-doseur de traitement « T.I.A » sur le tender, dont la capacité de la soute à combustible sera augmentée à douze 12 tonnes.

## Utilisation et services

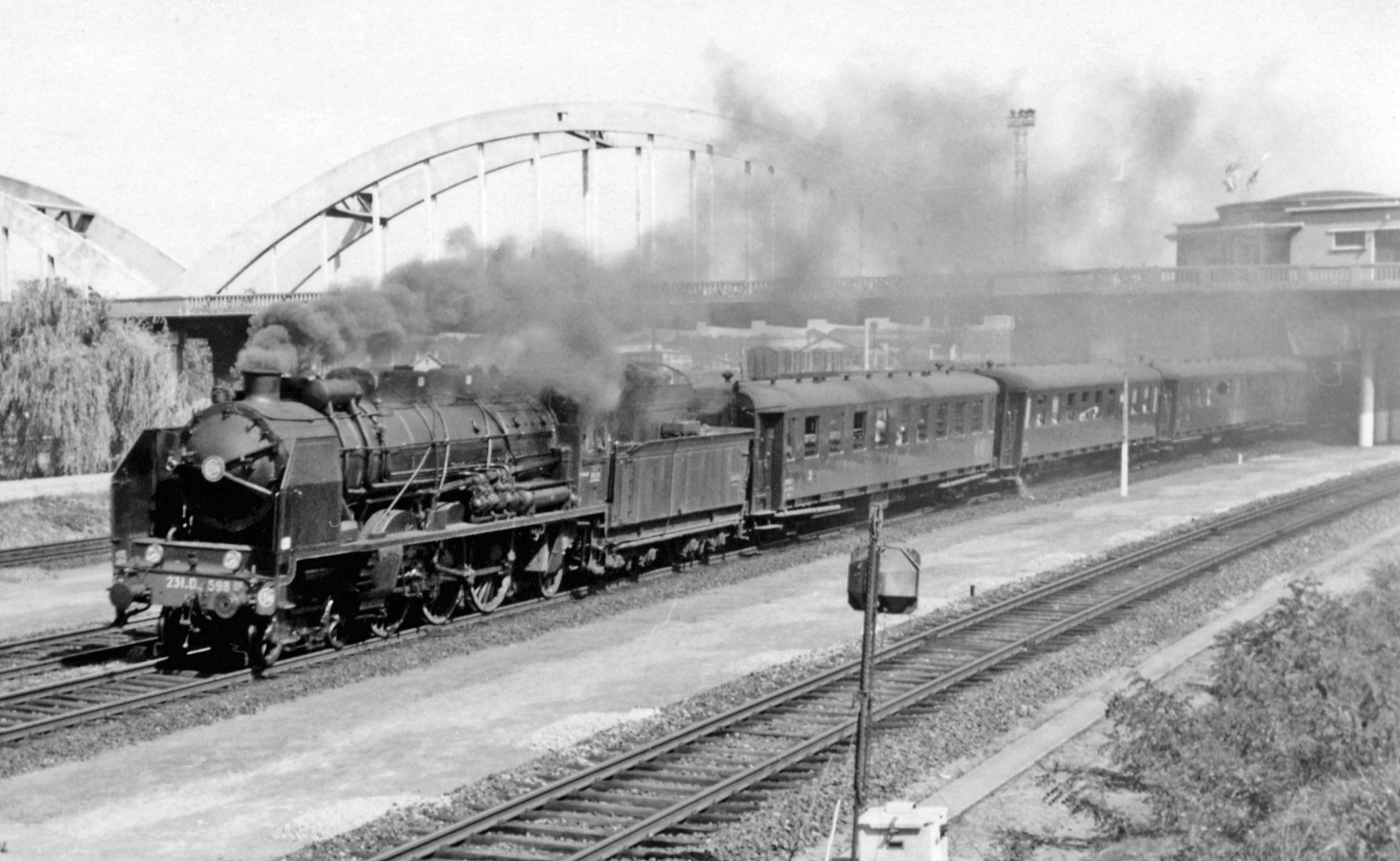
Un express pour Caen tracté par la 231 D 598 passe la gare de Achères en 1959.

Dès leur mise en service, ces machines furent affectées au service des trains rapides depuis les gares de Paris-Montparnasse et Paris-Saint Lazare.
À partir de 1931, elles partagèrent la traction des trains express et rapides avec les 241-001 à 241-049, jusqu'à la création de la SNCF en 1938, période à partir de laquelle les 3-241 A seront progressivement mutées sur la région Est pour être regroupées avec les 1-241 A de construction identique.
Leur « territoire » était assez étendu. La partie la plus la « septentrionale » de leur activité fut la ligne Paris-Dieppe par Serqueux, gare commune avec la Compagnie des chemins de fer du Nord, et la destination la plus « australe » fut Bordeaux-Saint-Jean, où elles côtoyèrent les locomotives de l'ancienne Compagnie du Midi lorsqu'elles y acheminaient des trains par la ligne Nantes-Bordeaux. Elles fréquentèrent également les lignes de la Bretagne jusqu'à Brest et Quimper.
Au départ de la gare de Paris-Montparnasse, après l'électrification entre Paris et Le Mans en 1937, les Pacific État continueront de circuler sur Paris-Granville jusqu'en 1950, année où elles seront remplacées par des 141 P. Le dépôt de Montrouge gardera quelques 231 H jusqu'en 1955  pour la traction de trains sur Dreux.
Dans les années 1960, les Pacific État s'effaceront progressivement devant l'avancée de la traction Diesel des CC 65000 sur les lignes Nantes-Bordeaux, Poitiers-La Rochelle, et des A1AA1A 68000 sur Paris-Cherbourg, Paris-Dieppe, ainsi que devant la progression des travaux d'électrification sur Paris-Le Havre. On les vit également parfois en tête de trains de marchandises sur la ligne de Paris au Havre, service plutôt inhabituel pour ce type de machine.  
Leur dernier service au départ de Paris aura lieu le 19 septembre 1966 depuis la gare Saint-Lazare avec la 231 G 537 sur un rapide pour Le Havre, et l'ultime circulation de ces Pacific fut effectuée par la 231 G 558 le 29 septembre 1968, avec un train entre Le Croisic et Nantes.
Durant leur carrière, les Pacific État puis SNCF furent affectées dans un certain nombre de dépôts dont :
Les Batignolles, Le Havre, Sotteville, Rouen, Cherbourg, Caen, Dieppe, Gisors, Achères, Argenteuil, Montrouge, Le Mans, Rennes, Laval, Brest, Granville, Argentan, Mézidon, Évreux, Saint-Brieuc, Nantes, Auray, Angers, La Rochelle, Saintes, Chartres, Thouars, Niort, et Château du Loir.

## Immatriculation SNCF
En 1938, lors de la création de la SNCF, les séries de Pacific ex-État sont immatriculées de la façon suivante :
- 3-231 C entre 501 et 783 pour les machines non transformées ;
- 3-231 D entre 501 et 783 pour les machines 231 D ;
- 3-231 F entre 501 et 783 pour les machines 231 W[1] ;
- 3-231 G entre 501 et 783 pour les machines 231 DD[1] ;
- 3-231 H entre 501 et 783 pour les machines "améliorées" ;
- 3-231 J 523 pour la seule machine 231 R conservée.

## Caractéristiques
- Surface de grille: 4,27 m2
- Surface de chauffe: 213 m2

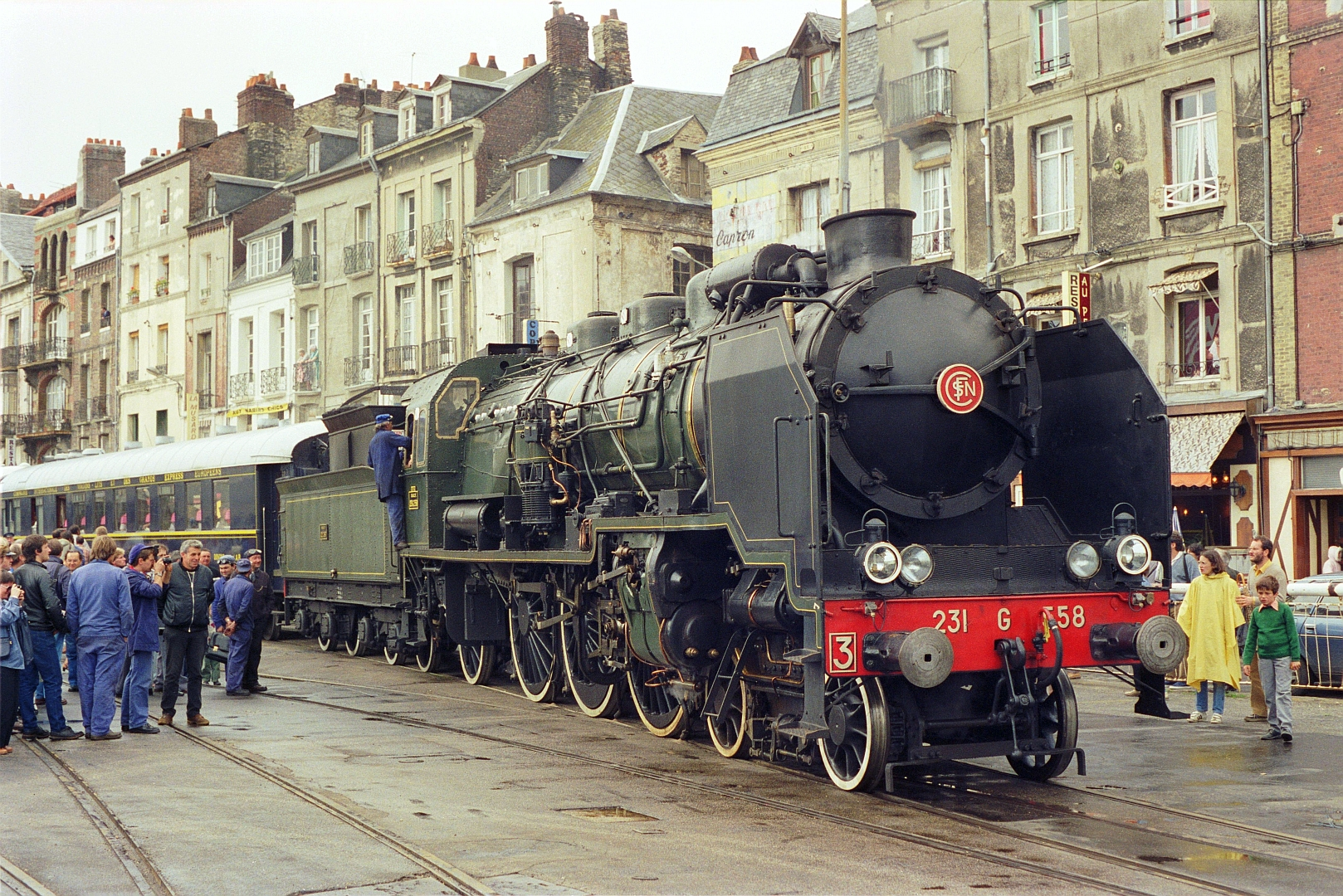
La 231 G 558 à l'ancienne gare de Dieppe-Maritime le 14 septembre 1986.

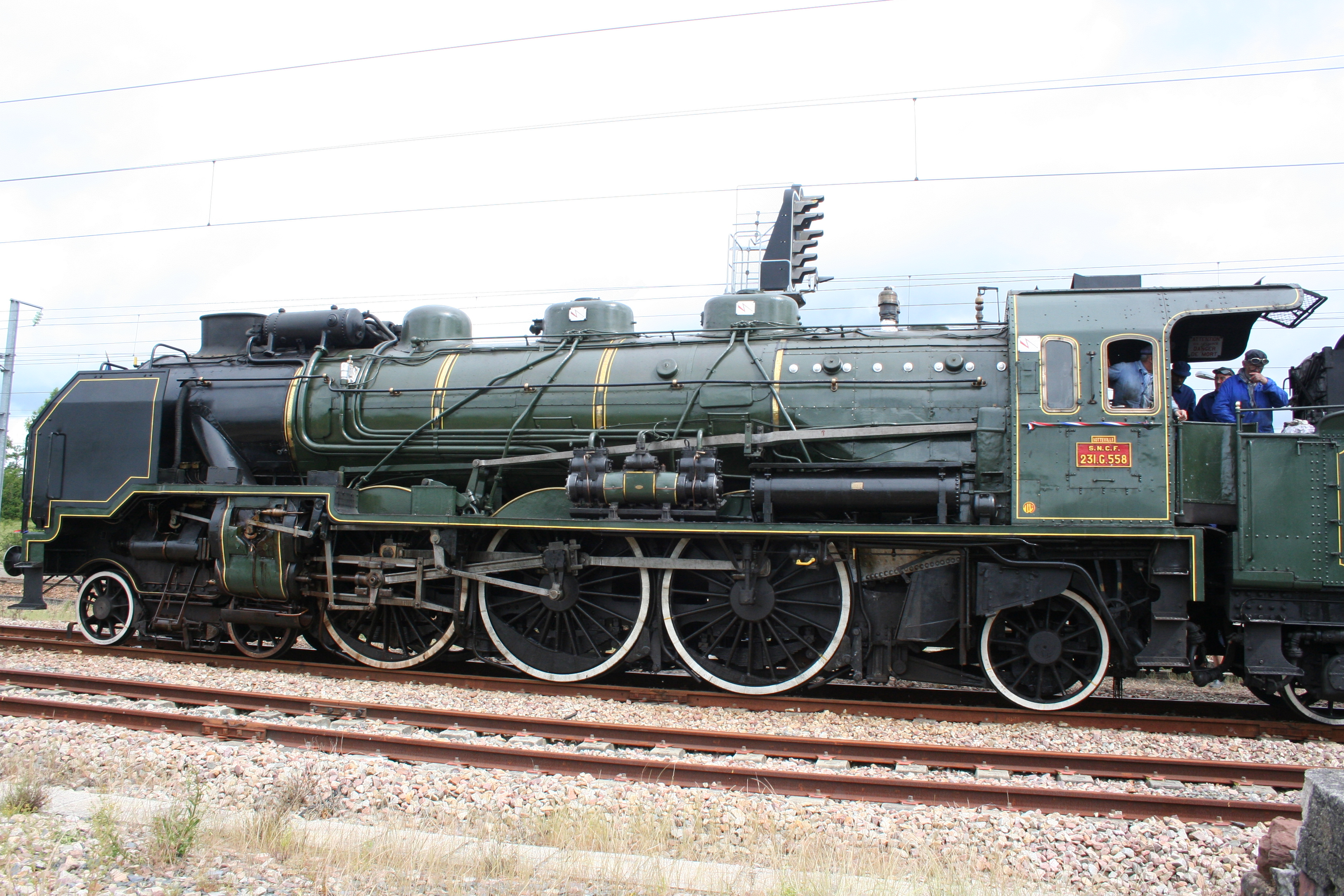
La 231 G 558 en gare de Lison le 7 juin 2009.

- Surface de surchauffe: 54 à 68 m2
- Nombre d'éléments: 24 éléments (surchauffeur Schmidt type A d'origine)
- Nombre de cylindres: 4
- Diamètre cylindres HP: 420 mm
- Diamètre cylindres BP: 640 mm
- Course cylindres HP: 650 mm
- Course cylindres BP: 650 mm
- Pression de la chaudière : 16 kg/cm2
- Diamètre des roues motrices : 1 950 mm
- Diamètre des roues du boggie avant : 970 mm
- Diamètre des roues du bissel arrière : 1 240 mm
- Masse à vide: 87 tonnes
- Masse en ordre de marche : 97 tonnes
- Masse adhérente : 55 à 60 tonnes
- Longueur hors tout de la locomotive seule: 13,66 m
- Puissance maximum indiquée: ? kW
- Puissance maximum à la jante: ? kW
- Puissance maximum au crochet du tender: 1 943 kW
- Effort de traction maximum: 160 kN
- Vitesse maxi en service : 130 km/h (certaines 231 G ou D à l'époque du réseau de l'État ont atteint 140 km/h en service)[4]

Tender :
- Tare du tender : 25 tonnes
- Capacité en eau : 22 m3
- Capacité en charbon : entre 8 et 12 tonnes
- Masse du tender en ordre de marche : 59,6 t
- Masse totale locomotive + tender : 153,6 t
- Longueur du tender : 8,82 m
- Longueur totale locomotive + tender : 22,48 m

## Tenders
Les tenders accouplés à ces Pacific étaient de type « État » à bogies dotés de roues d’un diamètre de 960 mm. Leur capacité était de 22 m3 d'eau et de 8 à 12 tonnes de charbon pour une longueur hors-tout de 8,82 m, le poids total en charge atteignant les 59,6 tonnes. Construits à 643 exemplaires pour le réseau de l'État, ils furent à la création de la SNCF en 1938 immatriculés 22 C pour ceux qui étaient équipés d'une écope de prise d'eau en marche, et 22 B pour ceux qui étaient d'origine démunis de système d'écopage ou à la suite de leur dépose, causant ainsi des discontinuités dans les numérotations des deux séries. Un certain nombre d'entre eux furent équipés de rehausses à combustible de 12 tonnes.

## Mutations
- En 1920, la 231-502 saisie par les Allemands en 1914, sera attribuée à la Compagnie des chemins de fer du Nord, où elle deviendra la 3.1150 puis 2-231 B 1 à la SNCF région Nord en 1938. Elle reviendra sur la région Ouest en 1947, où elle fut réimmatriculée : 3-231 F 784 après avoir été remise aux normes des Pacific État[3].
- En 1934, 20 locomotives provenant de la série 3641 à 3680 du PO seront reversées au réseau de l'État et immatriculées 231 État 401 à 420, puis en 1938 : 3-231 D, F, G ou H 401 à 420 suivant les modifications.
- En 1938, 10 locomotives 3-231 C quitteront la région Ouest pour être mutées sur la région Est, où elles formeront la série 1-231 B 301 à 310, puis 1-231 B 41 à 50 après transformations.

## Cinéma
Les locomotives Pacific État sont célèbres grâce au cinéma. Le film de Jean Renoir tourné en 1938, la Bête Humaine fait honneur à ces machines. L'acteur Jean Gabin joue le rôle d'un mécanicien et Julien Carette son chauffeur.
Les 3-231 G 592 et 3-231 F 632 ont été utilisées pour le film.

## Préservation
Une machine est préservée, la 3-231 G 558, construite en 1922 à Nantes par la société Batignolles-Châtillon. Elle assure régulièrement des trains spéciaux, grâce au dynamisme de l'association Pacific Vapeur Club.